# Быкова (Ишимский район)
Быкова — деревня в Ишимском районе Тюменской области России. Входит в состав Пахомовского сельского поселения.

## История
До 1917 года входила в состав Жиляковской волости Ишимского уезда Тюменской губернии. По данным на 1926 год состояла из 215 хозяйств. В административном отношении являлась центром Быковского сельсовета Жиляковского района Ишимского округа Уральской области.

## Население
| 2010 |
| ---- |
| 277  |

По данным переписи 1926 года в деревне проживало 1013 человек (472 мужчины и 541 женщина), в том числе: русские составляли 99 % населения, сербы — 1 %.
Согласно результатам переписи 2002 года, в национальной структуре населения русские составляли 70 % из 321 чел.